# Греция на зимних Олимпийских играх 2010

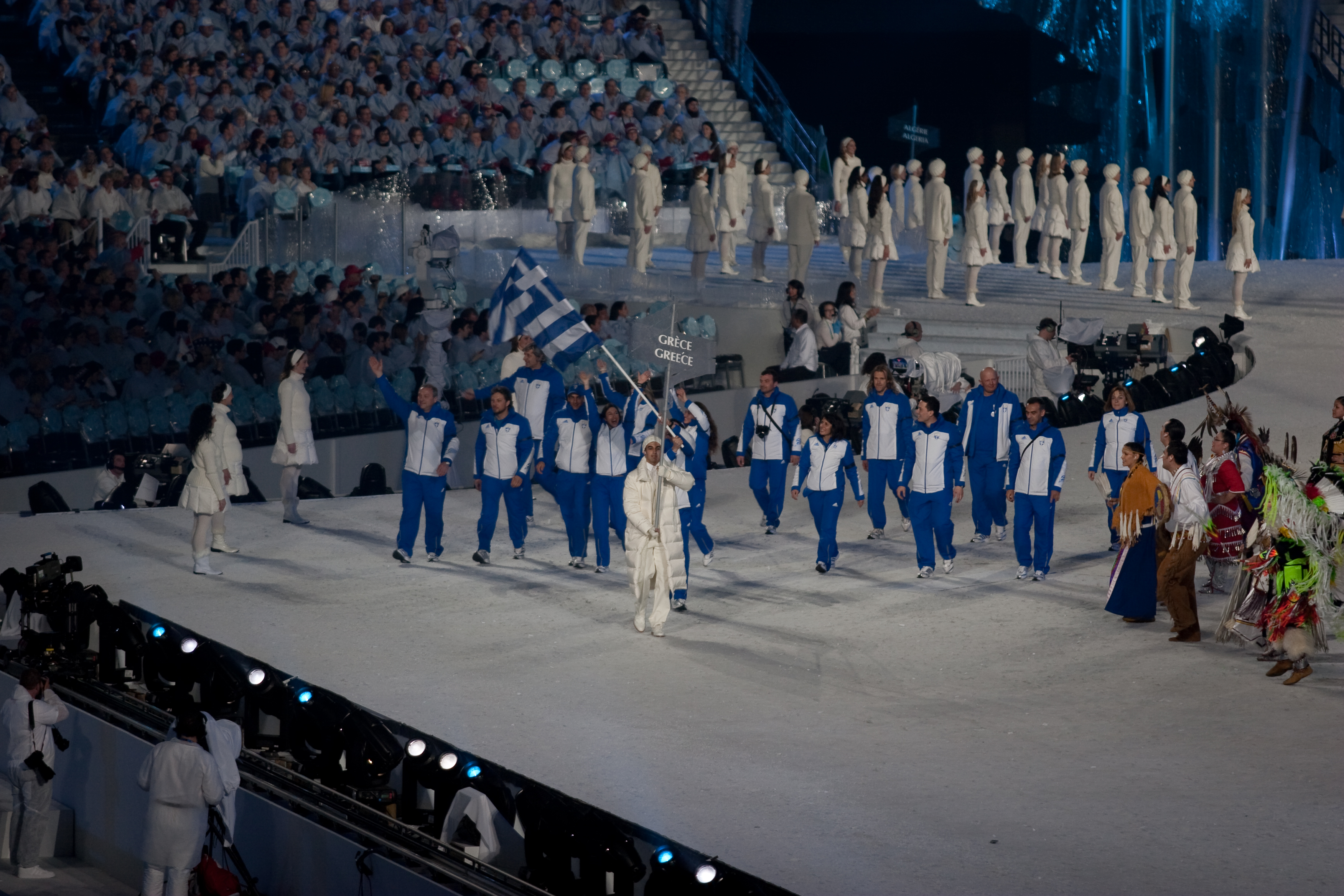
Сборная Греции на церемонии открытия Олимпиады

Греция на зимних Олимпийских играх 2010 была представлена 7 спортсменами в двух видах спорта.
Зажжение олимпийского огня состоялось 22 октября 2009 года при участии греческой актрисы Марии Нафплиоту в качестве верховной жрицы, которая передала огонь первому факелоносцу — трёхкратному олимпийцу, лыжнику Василису Димитриадису. Греческий маршрут олимпийского огня продолжался до 29 октября, пройдя 22 нома и 42 города Греции. Среди других знаменитых факелоносцев были Периклис Иаковакис, Хрисопии Деветзи, Вула Патулиду, Демосфен Тампакос, Николаос Какламанакис.

## Результаты соревнований

### Биатлон
Мужчины
| Соревнование         | Спортсмены        | Стрельба | Результат | Место |
| -------------------- | ----------------- | -------- | --------- | ----- |
| Спринт               | Афанасиос Цакирис | 2+3      | DNF       | —     |
| Индивидуальная гонка | Афанасиос Цакирис | 2+0+1+2  | 57:42,1   | 80    |

Женщины
| Соревнование         | Спортсмены       | Стрельба | Результат | Место |
| -------------------- | ---------------- | -------- | --------- | ----- |
| Спринт               | Панагиота Цакири | 1+2      | 24:28,8   | 86    |
| Индивидуальная гонка | Панагиота Цакири | 1+2+1+3  | 54:36,3   | 85    |

### Лыжные виды спорта

#### Горнолыжный спорт
Мужчины
| Соревнование      | Спортсмены           | 1 спуск | 2 спуск | Всего   | Место |
| ----------------- | -------------------- | ------- | ------- | ------- | ----- |
| Гигантский слалом | Стефанос Цимикалис   | 1:29,21 | 1:30,95 | 3:00,16 | 65    |
| Гигантский слалом | Вассилис Димитриадис | 1:24,64 | DNF     | —       | —     |
| Слалом            | Вассилис Димитриадис | 51,96   | 56,20   | 1:48,16 | 33    |
| Слалом            | Стефанос Цимикалис   | DNF     | —       | —       | —     |

Женщины
| Соревнование      | Спортсмены  | 1 спуск | 2 спуск | Всего   | Место |
| ----------------- | ----------- | ------- | ------- | ------- | ----- |
| Гигантский слалом | София Ралли | 1:27,75 | 1:22,86 | 2:50,61 | 53    |
| Слалом            | София Ралли | 59,32   | 1:01,09 | 2:00,41 | 47    |

#### Лыжные гонки
Мужчины
Спринт
| Соревнование | Спортсмены       | Квалификация | Квалификация | Четвертьфинал | Четвертьфинал | Полуфинал | Полуфинал | Финал     | Финал     |
| Соревнование | Спортсмены       | Результат    | Место        | Результат     | Место         | Результат | Место     | Результат | Место     |
| ------------ | ---------------- | ------------ | ------------ | ------------- | ------------- | --------- | --------- | --------- | --------- |
| Спринт       | Лефтерис Фафалис | 3:49,09      | 50           | не прошёл     | не прошёл     | не прошёл | не прошёл | не прошёл | не прошёл |

Женщины
Дистанция
| Соревнование           | Спортсмены | Результат | Место |
| ---------------------- | ---------- | --------- | ----- |
| 10 км свободным стилем | Мария Дану | 32:14,6   | 72    |